# 中華民國—列支敦斯登關係
中華民國與列支敦斯登侯國無正式外交關係，目前也沒有在對方首都互設具大使館功能的代表機構。對列支敦斯登的相關事務由駐瑞士臺北文化經濟代表團兼轄。

## 政治

### 外交

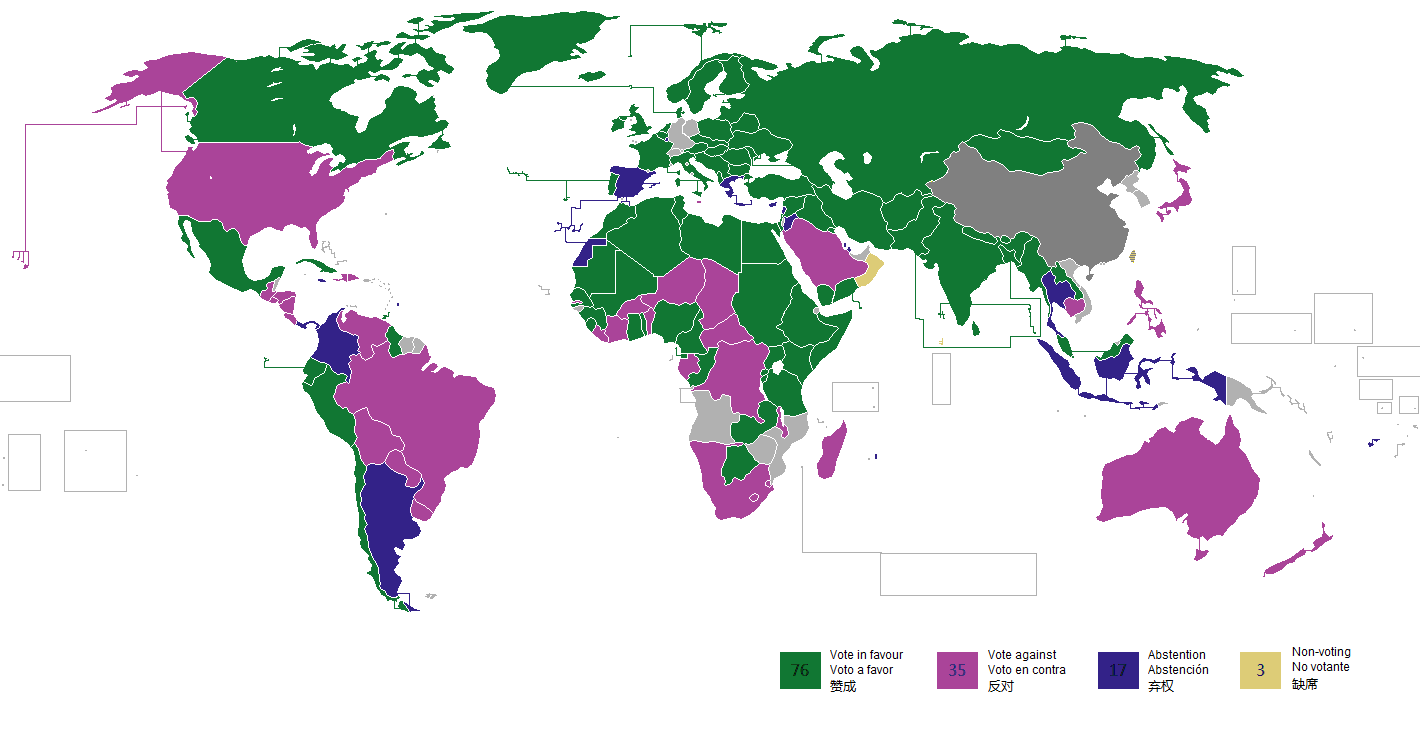
灰色國家表示非聯合國會員國，列支敦斯登當時尚未加入，因此不能對中華民國續留聯合國一案參與投票，即《聯合國大會2758號決議》。

2015年1月28日，簽署《中華民國法務部調查局洗錢防制處與列支敦斯登金融情報中心關於涉及洗錢、相關前置犯罪及資助恐怖主義金融情資交換合作瞭解備忘錄》。
2015年4月16日，列支敦士登親王漢斯·亞當二世以非官方身分抵達台灣，出席《阿爾卑斯皇冠：列支敦士登秘藏瑰寶展》所在的國立故宮博物院文獻大樓開幕酒會。

## 經濟

### 貿易
| 年分 | 貿易總額   | 貿易總額 | 貿易總額 | 出口至列支敦斯登 | 出口至列支敦斯登 | 出口至列支敦斯登 | 自列支敦斯登進口 | 自列支敦斯登進口 | 自列支敦斯登進口 | 順逆差 |
| 年分 | 金額       | 年增減   | 排名     | 金額             | 年增減           | 排名             | 金額             | 年增減           | 排名             | 順逆差 |
| ---- | ---------- | -------- | -------- | ---------------- | ---------------- | ---------------- | ---------------- | ---------------- | ---------------- | ------ |
| 2017 | 15,406,800 | ▲36.8%   | 134      | 2,475,285        | ▲623.0%          | 158              | 12,931,515       | ▲18.4%           | 111              | 逆差▼  |
| 2018 | 19,829,832 | ▲28.7%   | 132      | 6,011,314        | ▲142.9%          | 139              | 13,818,518       | ▲6.9%            | 106              | 逆差▼  |
| 2019 | 18,896,514 | ▼4.7%    | 131      | 4,574,035        | ▼23.9%           | 151              | 14,322,479       | ▲3.6%            | 100              | 逆差▲  |
| 2020 | 22,343,847 | ▲18.2%   | 123      | 4,465,328        | ▼2.4%            | 146              | 17,878,519       | ▲24.8%           | 99               | 逆差▲  |
| 2021 | 26,728,189 | ▲19.6%   | 120      | 5,364,853        | ▲20.1%           | 147              | 21,363,336       | ▲19.5%           | 102              | 逆差▲  |
| 2022 | 28,238,900 | ▲5.7%    | 121      | 5,386,668        | ▲0.4%            | 148              | 22,852,232       | ▲7.0%            | 98               | 逆差▲  |
| 2023 | 21,712,309 | ▼23.1%   | 126      | 3,856,413        | ▼28.4%           | 160              | 17,855,896       | ▼21.9%           | 101              | 逆差▼  |
| 2024 | 23,961,508 | ▲10.4%   | 122      | 2,618,976        | ▼32.1%           | 158              | 21,342,532       | ▲19.5%           | 99               | 逆差▲  |

## 簽證

持中華民國護照的中華民國國民簽證要求分布圖：入境列支敦斯登可以「申根區免簽證」。

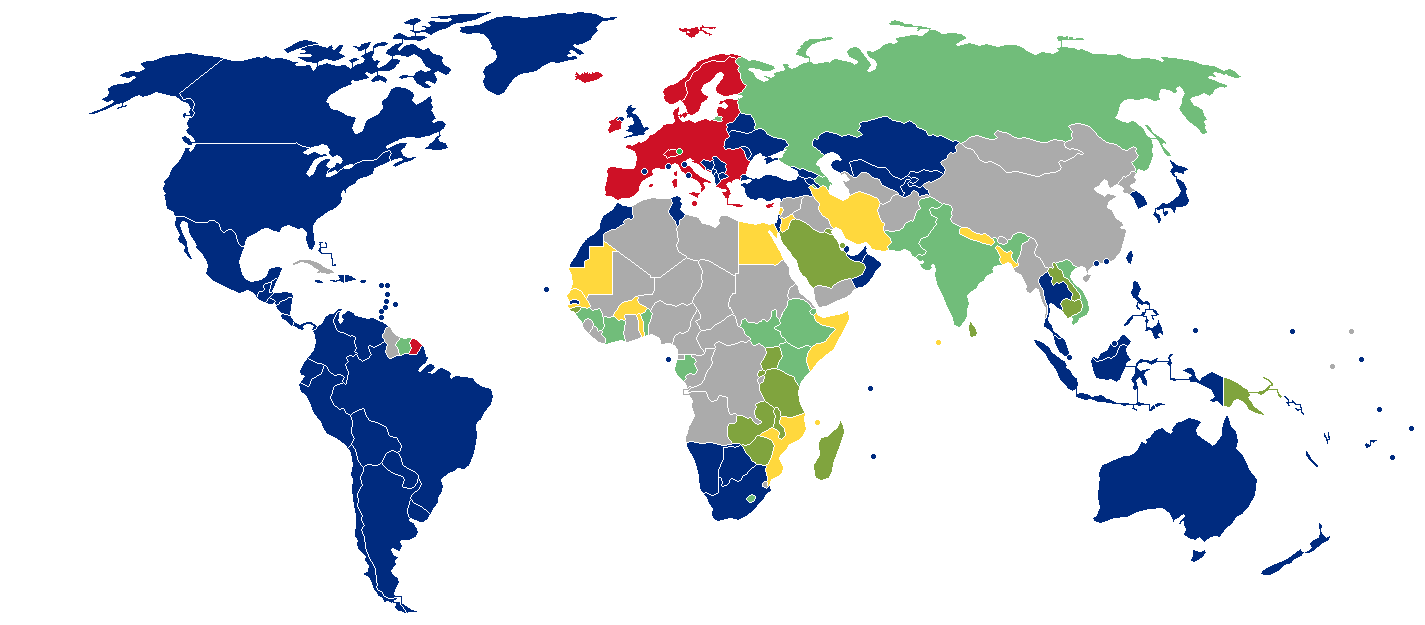
持列支敦斯登護照的列支敦斯登人口簽證要求分布圖：入境中華民國可以免簽證。

列支敦斯登尚未加入歐洲聯盟，但有簽署《申根公約》，因此實行與申根區相同的簽證政策。歐洲申根區給予持有載明身分證字號的中華民國護照之中華民國國民可以申根區免簽證入境，停留日數與申根區合併計算，每6個月期間內總計可停留90天。
持列支敦斯登護照的列支敦斯登國民則可用「歐洲自由貿易聯盟」的身分以免簽證的方式入境中華民國，停留最多90天。

## 交通

### 航空

#### 客運
列支敦士登境內只有直升飛機場，可經由臺北直飛到列支敦士登的周邊國家，再前往該國。
以下不計航點遠近（截至2023年7月10日）：
- 臺北→維也納→聖加侖（英语：St. Gallen–Altenrhein Airport），再搭車前往列支敦士登。
- 臺北→巴黎、羅馬、法蘭克福、阿姆斯特丹，再搭車或轉機瑞士（英语：List of airports in Switzerland）前往列支敦士登。

## 外部連結
- 中華民國外交部－列支敦斯登侯國簡介 （页面存档备份，存于）
- 駐瑞士台北文化經濟代表團
- 外交部領事事務局－國外旅遊警示分級表
- 中華民國衛生福利部－國際旅遊疫情建議等級
- 中華民國國際經濟合作協會 （页面存档备份，存于）